# Mongo's Way
Mongo's Way è un album di Mongo Santamaría, pubblicato dalla Atlantic Records nel 1971.

## Tracce
Lato A
1. Tell It – 2:56 (Grant Reed) – Registrato il 23 dicembre 1970 a New York
2. The Letter – 3:29 (Wayne Carson Thompson) – Registrato il 10 novembre 1970 a New York
3. Listen Here – 2:51 (Eddie Harris) – Registrato l'11 novembre 1970 a New York
4. Sometimes Bread – 5:31 (Sonny Henry) – Registrato il 15 ottobre 1970 a New York ("Regent Sound Studio")
5. Geechee Girl – 3:08 (Neal Creque) – Registrato il 14 ottobre 1970 a New York ("Regent Sound Studio")

Lato B
1. Hippo Walk – 3:02 (Neal Creque, Joel Dorn, Lewis Hahn, Marty Sheller) – Registrato il 14 ottobre 1970 a New York ("Regent Sound Studio")
2. Featherbed Lane – 2:49 (Marty Sheller) – Registrato il 10 novembre 1970 a New York
3. Saoco – 5:31 (Armando Peraza, Raymond Perez) – Registrato l'11 novembre 1970 a New York
4. Afro Walk – 2:49 (Mongo Santamaría) – Registrato il 15 ottobre 1970 a New York ("Regent Sound Studio")
5. Congo Blue – 5:24 (Mongo Santamaria) – Registrato il 15 ottobre 1970 a New York ("Regent Sound Studio")

## Musicisti
Brano A1
- Mongo Santamaría - congas, conduttore musicale
- Marty Sheller - direttore musicale
- Grant Reed - sassofono tenore
- Ray Maldonado - tromba, percussioni
- Roger Glenn - flauto, vibrafono
- Earl Neal Creque - pianoforte, pianoforte elettrico
- Eddie "Gua-Gua" Rivera - basso elettrico
- Don Alias - batteria

Brani A2 & B2
- Mongo Santamaría - congas
- Marty Sheller - arrangiamenti
- Marty Sheller - conduttore musicale (brano: B2)
- Ray Maldonado - tromba, cowbell
- Roger Glenn - flauto
- Grant Reed - vibrafono
- Neal Creque - pianoforte
- Eric Gale - chitarra
- Eddie Gua Gua Rivera - basso elettrico
- Don Alias - batteria
- Armando Peraza - bongos, conga drums

+ overdubs:  
- Lew Soloff - tromba
- Stanley Turrentine - sassofono tenore (brano: B2)
- Grant Reed - sassofono tenore (brano: A2)
- Roger Glenn - vibrafono (brano: B2)
- Roger Glenn - flauto (brano: A2)
- Neal Creque - pianoforte (brano: A2)
- Marty Sheller - arrangiamenti, conduttore musicale (brano: A2)

Brani A3 & B3
- Mongo Santamaría - congas
- Ray Maldonado - tromba, cowbell
- Roger Glenn - flauto
- Grant Reed - vibrafono
- Neal Creque - pianoforte
- Eric Gale - chitarra
- Eddie Gua Gua Rivera  - basso elettrico
- Don Alias - batteria
- Armando Peraza - bongos, conga drums
- Marty Sheller - arrangiamenti, conduttore musicale

+ overdubs: 
- Lew Soloff - tromba (brano: A3)
- Stanley Turrentine - sassofono tenore (brano: A3)
- Roger Glenn - vibrafono (brano: A3)
- Neal Creque - pianoforte (brano: A3)
- Marty Sheller - arrangiamenti, conduttore musicale (brano: A3)

Brani A4, B4 & B5
- Mongo Santamaría - congas
- Marty Sheller - conduttore musicale
- Roger Glenn - flauto
- Grant Reed - sassofoni
- Neal Creque - pianoforte, pianoforte elettrico
- Eric Gale - chitarra
- Ismael Lopez - contrabbasso
- Chuck Rainey - basso elettrico
- Don Alias - batteria
- Bernard Purdie - batteria
- Armando Peraza - bongos, congas
- Angel Allende - percussioni latine
- Julito Collazo - percussioni latine
- Judy Clay - accompagnamento vocale (brano: B5)
- Cissy Houston - accompagnamento vocale (brano: B5)
- Sylvia Shemwell - accompagnamento vocale (brano: B5)
- Myrna Smith - accompagnamento vocale (brano: B5)

+ overdubs:
- Ray Maldonado - tromba (brano: B5)
- Roger Glenn - flauto, vibrafono (brano: B5)
- Grant Reed - sassofoni (brano: B5)
- Marty Sheller - arrangiamenti, conduttore musicale (brano: B5)

Brani A5 & B1
- Mongo Santamaría - congas
- Marty Sheller - conduttore musicale
- Roger Glenn - flauto
- Grant Reed - sassofoni
- Neal Creque - pianoforte, pianoforte elettrico
- Eric Gale - chitarra
- Ismael Lopez - contrabbasso
- Chuck Rainey - basso elettrico
- Don Alias - batteria
- Bernard Purdie - batteria
- Armando Peraza - bongos, congas
- Angel Allende - percussioni latine
- Julito Collazo - percussioni latine
- Judy Clay - accompagnamento vocale (brano: A5)
- Cissy Houston - accompagnamento vocale (brano: A5)
- Sylvia Shemwell - accompagnamento vocale (brano: A5)
- Myrna Smith - accompagnamento vocale (brano: A5)

+ overdubs:
- Ray Maldonado - tromba (brano: A5)
- Roger Glenn - flauto, vibrafono (brano: A5)
- Grant Reed - sassofoni (brano: A5)
- Marty Sheller - arrangiamenti, conduttore musicale (brano: A5)